# Regering-Arena
De regering-Arena (19 juli 2004 - 20 maart 2008) was een Franse Gemeenschapsregering, onder leiding van Marie Arena. De regering bestond uit de twee partijen: PS (41 zetels) en cdH (17 zetels). De regering volgde de regering-Hasquin op, na de verkiezingen van 13 juni 2004 en werd opgevolgd door de regering-Demotte I, die gevormd werd na het ontslag van minister-president Marie Arena om minister van Maatschappelijke Integratie, Pensioenen en Grote Steden te worden in de regering-Leterme I.

## Samenstelling
De regering-Arena telde zes ministers: vier voor de PS en twee voor het cdH.
| Ambtsbekleder | Ambtsbekleder               | Ambtsbekleder                  | Functie en bevoegdheden           | Functie en bevoegdheden                                                  | Termijn                      | Partij |
| ------------- | --------------------------- | ------------------------------ | --------------------------------- | ------------------------------------------------------------------------ | ---------------------------- | ------ |
|               |                             | Marie Arena (1966)             | Minister-president / Minister     | Verplicht Onderwijs                                                      | 19 juli 2004 - 20 maart 2008 | PS     |
| Minister      | Sociale Promotie            | Marie Arena (1966)             | 19 juli 2004 - 20 juli 2007       |                                                                          |                              | PS     |
|               |                             | Marie-Dominique Simonet (1959) | Viceminister-president / Minister | Hoger Onderwijs, Wetenschappelijk Onderzoek en Internationale Relaties   | 19 juli 2004 - 20 maart 2008 | cdH    |
|               |                             | Michel Daerden (1949-2012)     | Viceminister-president / Minister | Begroting en Financiën (vanaf 20 juli 2007 ook Ambtenarenzaken en Sport) | 19 juli 2004 - 20 maart 2008 | PS     |
|               |                             | Claude Eerdekens (1948)        | Minister                          | Ambtenarenzaken en Sport                                                 | 19 juli 2004 - 20 juli 2007  | PS     |
|               |                             | Catherine Fonck (1968)         | Minister                          | Kinderen, Jeugdzorg en Gezondheid                                        | 19 juli 2004 - 20 maart 2008 | cdH    |
|               |                             | Fadila Laanan (1967)           | Minister                          | Cultuur en het Audiovisuele                                              | 19 juli 2004 - 20 maart 2008 | PS     |
| Jeugd         | 19 juli 2004 - 20 juli 2007 | Fadila Laanan (1967)           | Minister                          |                                                                          |                              | PS     |
|               |                             | Marc Tarabella (1963)          | Minister                          | Jeugd en Onderwijs voor Sociale Promotie                                 | 20 juli 2007 - 20 maart 2008 | PS     |

### Herschikkingen
- Claude Eerdekens neemt ontslag als minister op 20 juli 2007 en zijn bevoegdheden worden overgenomen door Michel Daerden.
- Op 20 juli 2007 komt er ook een nieuwe minister, Marc Tarabella (PS). Hij krijgt de bevoegdheden Jeugd en Onderwijs voor Sociale Promotie, waardoor Marie Arena de bevoegdheid Sociale Promotie verliest en Fadila Laanan verliest Jeugd.

Moureaux I · 
Monfils · 
Moureaux II · 
Féaux · 
Anselme · 
Onkelinx I · 
Onkelinx II · 
Hasquin ·
Arena ·
Demotte I ·
Demotte II ·
Demotte III ·
Jeholet ·
Degryse